# Головин, Константин Фёдорович
Константи́н Фёдорович Голови́н (1843—1913) — русский беллетрист и общественный деятель, публицист, драматург. Один из теоретиков черносотенного движения в России; печатался под псевдонимом Орловский.

## Биография
Происходил из старинного дворянского рода Головиных. Родился 21 июля (2 августа) 1843 года в Стрельне Петербургской губернии в семье генерал-майора Фёдора Гавриловича Головина (1807—1861) и Александры Алексеевны, дочери А. З. Хитрово.
Получил первоначальное домашнее образование — его учителями были: Ф. Ф. Эвальд (физика и математика), П. Н. Белоха (география), П. М. Перевлесский (русская словесность). Окончив юридический факультет Санкт-Петербургского университета (1864), поступил на службу во 2-е отделение «Собственной Его Императорского Величества канцелярии»; в 1870—1875 годах был редактором 14-го тома «Свода Законов Российской Империи».
В 1875 году был назначен первым секретарём посольства в Вене. В 1877 году перешёл на службу в Министерство государственных имуществ, был членом Комиссии по изучению земского и крестьянского хозяйства и крестьянской общины и Комиссии о заповедных имениях (комиссия Абазы).
В 1879 году начал литературную деятельность, опубликовав ряд статей по аграрному вопросу, а также — под псевдонимом Орловский — повесть «Серьёзные люди» («Русский вестник»). Вскоре, в 1881 году, из-за тяжёлой болезни, на всю оставшуюся жизнь приковавшую его к инвалидному креслу, он занялся литературной деятельностью. В 1882 году появился его первый большой роман «Вне колеи». В 1880-х годах были опубликованы романы «Блудный брат», «Дядюшка Михаил Петрович», «Молодежь»; в 1890-е — «Опустелый дом», «Чья вина?», «Погром», «На весах», «Медовый месяц»; в 1909 году был опубликован его последний большой роман «Язычники». Им также было написано несколько драм, из которых самая известная «Внуки Репетилова». Повести и романы К. Ф. Головина печатались в «Русском вестнике». Его произведения печатались также в «Русском обозрении», «Вестнике Европы», «Историческом Вестнике». Из публицистических произведений К. Ф. Головина, которые печатались наиболее значительны: «Наше местное управление и местное представительство» (1884); «Крупное землевладение в Западной Европе и в России» (1887); «Сельская община в литературе и в действительности» (1887); «Социализм как положительное учение» (1894); «Мужик без прогресса или прогресс без мужика. (К вопросу об экономическом материализме)» (1896); «Наша финансовая политика и задачи будущего» (1899); «Вне партии. Опыт политической психологии» (1905), «Великая реформа 19-го февраля» Архивная копия от 30 апреля 2021 на Wayback Machine (1911).
К. Ф. Головин успел подготовить и издать два тома книги мемуаров «Мои воспоминания», которые охватывали период до 1894 года. В 1902—1903 годах было издано «Полное собрание сочинений» К. Ф. Головина, состоявшее из 12 томов; первые два тома удостоены «почётного отзыва» Пушкинской премии за 1903 год. Пушкинской премии была удостоена также его книга «Русский роман и русское общество».
Во время революции 1905 года он организовал салон («среды Головина»), куда собирались многие члены Государственного совета, учёные и литераторы. К. Ф. Головин принимал активное участие в деятельности «Русского народного союза им. Михаила Архангела», сотрудничал в журнале Союза «Прямой путь», был членом редакционной комиссии «Книги русской скорби», членом комиссии по подготовке книги в память 300-летия дома Романовых.
Скончался 13 (26) сентября 1913 года в своём имении в Курляндской губернии.